# Draszkowa polana
Draszkowa polana (bułg. Драшкова поляна) – wieś w Bułgarii, w obwodzie Łowecz, w gminie Apriłci. Według danych szacunkowych Ujednoliconego Systemu Ewidencji Ludności oraz Usług Administracyjnych dla Ludności, 15 września 2022 roku miejscowość liczyła 85 mieszkańców.